# Schweben
Schweben is een plaats in de Duitse gemeente Flieden, deelstaat Hessen, en telt 536 inwoners (2008).